# Rue de Mons
La rue de Mons est une rue située à Ghlin, section de Mons, dans la province de Hainaut.

## Histoire
La rue fait partie au XVIIe siècle du chemin de Mons à Tournai par Ghlin, Baudour et Stambruges. La création du fort de la Haine entre la fin du XVIIe et le début du XVIIIe siècle entraine une légère modification de son tracé qui passe à travers l'ouvrage.
En 1752, le fort de la Haine est remplacé par un fort pentagonal, dans le même temps, un projet est proposé pour rectifier la rue entre le fort et le village de Ghlin. Ce projet est en partie réalisé et le chemin ne passe plus dans l'enceinte du fort mais le contourne par le sud, l'ancienne section passant à travers le fort va donner naissance à la suppression de celui-ci à la rue du Festinoy,.